# تاج مک ویلیامز-فرانکلین
تاج مک ویلیامز-فرانکلین (انگلیسی: Taj McWilliams-Franklin؛ زادهٔ ۲۰ اکتبر ۱۹۷۰) بازیکن بسکتبال اهل ایالات متحده آمریکا است.
وی در مسابقات کشوری و بین‌المللی در مجموع برندهٔ ۱ مدال طلا شده‌است.